# UNIVAC I

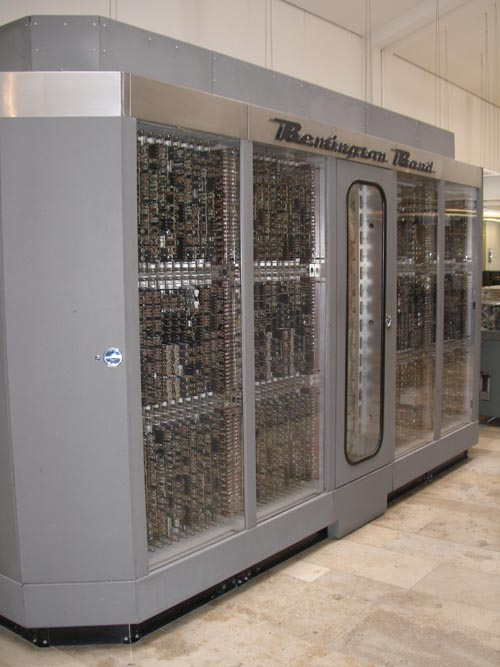
Univac I

De UNIVAC I (UNIVersal Automatic Computer I) was de eerste commerciële computer in de Verenigde Staten.
De UNIVAC I werd gebouwd door Presper Eckert en John Mauchly, die eerder al de ENIAC-computer hadden gebouwd. In eerste instantie werkten beiden bij de Universiteit van Pennsylvania. Omdat de bureaucratie op deze universiteit hen niet beviel, richtten ze hun eigen bedrijf op, de Eckert-Mauchly Computer Corporation. Later werd dit bedrijf overgenomen door Remington Rand.
In 1951 was de UNIVAC klaar. De computer woog 15.000 kilo en was 16 meter lang, 8 meter breed en 2,5 meter hoog. Hij bevatte 5000 elektronenbuizen. Zijn snelheid bedroeg 1900 berekeningen per seconde. Een van de eerste UNIVAC's werd gebruikt om de Amerikaanse presidentsverkiezingen te voorspellen. Hij voorspelde correct dat Eisenhower de verkiezingen zou winnen.
De UNIVAC werd in serie geproduceerd. Uiteindelijk zouden er 46 van worden gemaakt. In eerste instantie bedroeg de prijs  159.000 dollar. Latere exemplaren kosten, afhankelijk van de uitvoering, tussen de 1.250.000 en 1.500.000 dollar. De aanschafprijs was voor universiteiten te hoog. De fabrikant heeft aan een aantal universiteiten een systeem gedoneerd. 
De machines werden nog lang na productie gebruikt, zo was er een verzekeringsmaatschappij in Arnhem, Vesta, die tot en met 1970 een UNIVAC 9200,9300,9400 in gebruik had.